# Hunterian Museum and Art Gallery

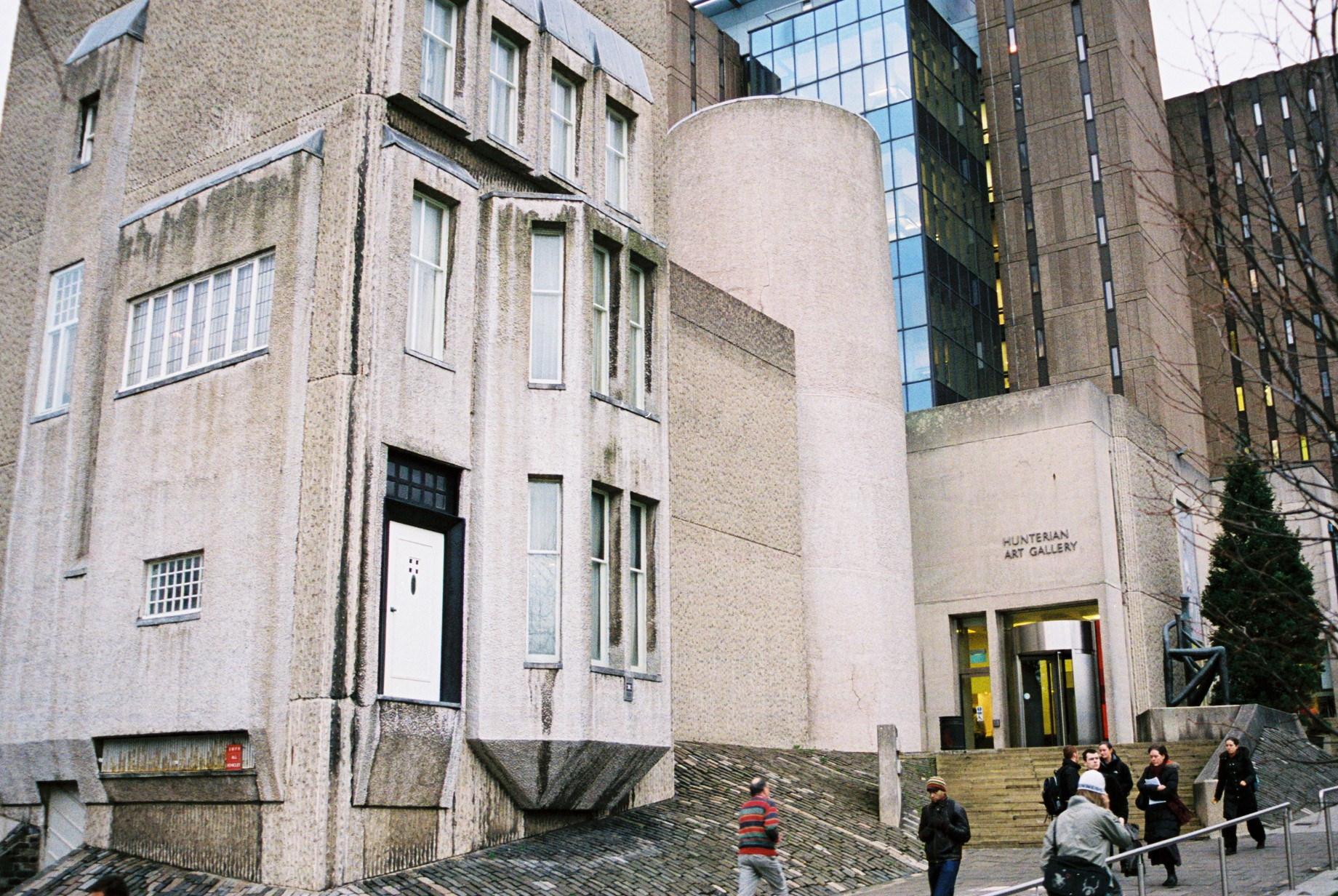
Hunterian Art Gallery, mit dem Mackintosh-Haus im Vordergrund

Das Hunterian Museum and Art Gallery der Universität Glasgow ist das älteste öffentliche Museum in Schottland. Es befindet sich in mehreren Gebäuden auf dem Hauptcampus der Universität im Westen der Stadt Glasgow, Schottland.

## Geschichte des Museums
Das Museum wurde 1807 eröffnet. Damals befand es sich in einem speziell erbauten Gebäude in der High Street, in der Nachbarschaft der Universität. Als die Universität im Westen der Stadt auf dem Gilmorehill neu erbaut wurde (um der Überbevölkerung und der Umweltverschmutzung in der Innenstadt zu entkommen), zog das Museum ebenfalls mit.
Das Geld, um das Museum zu erbauen, und ein Großteil seiner ursprünglichen Ausstellungsstücke waren die Hinterlassenschaft des schottischen Anatomen William Hunter, der 1783 in London starb.
Neben seiner medizinischen Sammlung, die aus seiner eigenen Arbeit herrührte, sammelte Hunter vielfältige Ausstellungsstücke. Oftmals wurde er dabei von seinen königlichen und aristokratischen Gönnern unterstützt. Er und seine Mitarbeiter streiften durch Europa, um Münzen, Mineralien, Gemälde und Drucke oder auch ethnografisches Material zu finden. Hunters vielseitige Hinterlassenschaft bildet den Großteil der Ausstellung, aber seit seinem Tod ist sie beachtlich gewachsen. Sie enthält nun einige der wichtigsten Arbeiten von Künstlern wie Charles Rennie Mackintosh und James McNeill Whistler. Außerdem bietet sie eine hervorragende Auswahl an geologischen, zoologischen, anatomischen, archäologischen, ethnografischen und wissenschaftlichen Instrumenten.
Um einen Kurator für das Museum zu beauftragen, stiftete König Georg III. 1807 den Regius Chair of Natural History. Die Professoren lehrten Geologie und Zoologie und erweiterten gleichzeitig die Sammlung.

## Die Gebäude des Museums und der Kunstgalerie
Die Kollektionen des Museums werden in mehreren Gebäuden auf dem Campus ausgestellt:

### Das Hunterian Museum

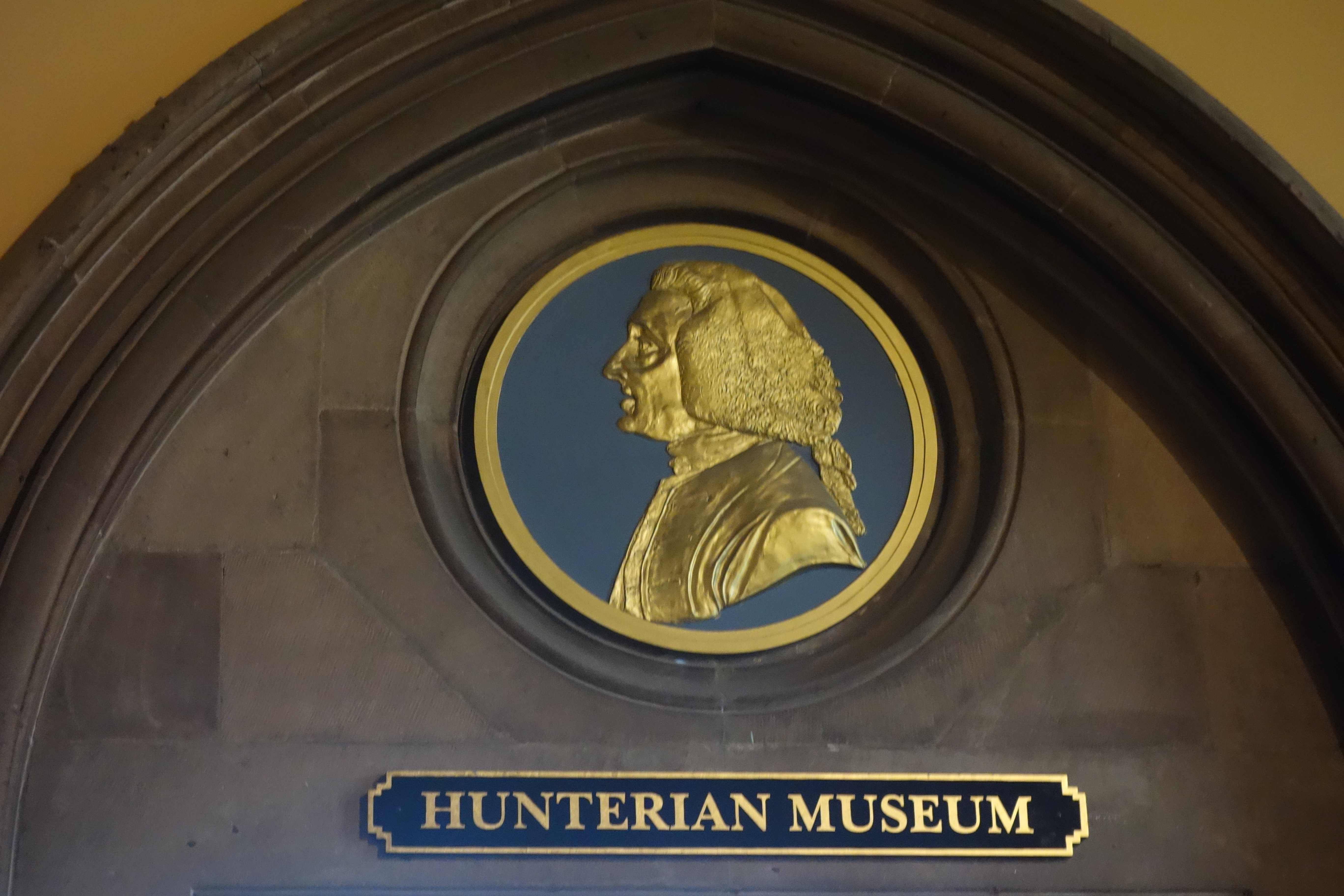
Hunterian Museum

Beheimatet im von George Gilbert Scott geplanten Universitätsgebäude auf dem Gilmorehill bietet das Hunterian Museum eine Reihe von Ausstellungsstücken aus William Hunters Sammlung: Schottland zur Zeit der römischen Besetzung (insbesondere der Antoninuswall), Geologie, Ethnographie, altes Ägypten, wissenschaftliche Instrumente, Münzen und Medaillen und mehr.

### Das Zoology Museum
Die meisten Ausstellungsstücke der Zoologie, einschließlich jener von William Hunter, werden in einem separaten Museum im nach dem Regius Professor von 1902 bis 1935, John Graham Kerr, benannten Graham Kerr-Gebäude ausgestellt, wo ebenfalls die Forschungs- und Lehreinrichtung (Zoologie) der Universität untergebracht ist. Bei Kerrs Amtsübernahme wurde der Lehrstuhl in Regius Professor of Zoology umbenannt und Kerr unterrichtete dementsprechend nur noch Zoologie. Es ist ebenfalls für den öffentlichen Publikumsverkehr geöffnet. Die Insektenkollektion ist besonders bedeutend und groß. 

### Die Hunteriangalerie (Hunterian Art Gallery)
Die Galerie befindet sich nun in einem modernen, speziell angefertigten Gebäude, das Teil des großen Bibliothekkomplexes der Universität ist. Es beherbergt die große Kunstkollektion der Universität und besitzt einen Skulpturgarten. Das Basrelief des Aluminiumeingangs zur Hunteriangalerie wurde von dem Bildhauer Eduardo Paolozzi entworfen. Die Ausstellung enthält eine große Anzahl an Werken von James McNeill Whistler und einen Großteil der Aquarelle von Charles Rennie Mackintosh.

### Das Mackintoshhaus (Mackintosh House)
Das Mackintoshhaus ist ein moderner Betonbau und Teil des Galerie-Bibliothek-Komplexes. Wie die benachbarten Gebäude befindet es sich in einer Reihe von Häusern mit Terrasse, die in den 1960er Jahren abgerissen wurden, um für die wachsende Universität im Wohngebiet auf dem Gilmorehill Platz zu machen. In einem der Häuser wohnte einst der Architekt Charles Rennie Mackintosh (er hat es allerdings nicht selber entworfen). Die Universität baute die Gebäude (mit modernen Materialien) an der exakten Position, wo sie zuvor gestanden hatten, wieder auf. (In der Tat befindet sich eine Tür nun in etwa 6 Metern Höhe, da beim Bau eine Menge Erdreich abgetragen wurde.) Das Mackintosh House enthält einige originale Holzarbeiten der alten Hausterrassen. Die originalen Möbel im Haus sind alle im Mackintosh-Design mit originalen Dekorationen.

## Andere Hunter-Museen
William Hunters Bruder John, ein Chirurg, gründete ebenfalls ein Museum. Das Royal College of Surgeons of England in London beherbergt einen Großteil seiner Sammlung.
Beide Brüder werden in ihrer Geburtsstadt East Kilbride im kleinen Hunter House Museum geehrt.